# (23441) 1986 QW1
(23441) 1986 QW1 là một tiểu hành tinh vành đai chính. Nó được phát hiện bởi Henri Debehogne ở Đài thiên văn La Silla ở Chile ngày 27 tháng 8 năm 1986.